# 1928年アムステルダムオリンピックのフィンランド選手団
1928年アムステルダムオリンピックのフィンランド選手団（1928ねんアムステルダムオリンピックのフィンランドせんしゅだん）は、1928年7月28日から8月12日にかけてオランダのアムステルダムで開催された1928年アムステルダムオリンピックのフィンランド選手団、およびその競技結果。

## 概要
今大会は金メダル8個、銀メダル8個、銅メダル9個の合計25個のメダルを獲得した。

## メダル
| メダル | 選手名                   | 競技 | 種目          |
| ------ | ------------------------ | ---- | ------------- |
| 金     | ハリ・ラルバ             | 陸上 | 男子1500m     |
| 金     | ビレ・リトラ             | 陸上 | 男子5000m     |
| 金     | パーヴォ・ヌルミ         | 陸上 | 男子10000m    |
| 金     | トイヴォ・ロウコラ       | 陸上 | 男子3000m障害 |
| 金     | パーヴォ・ユルヨラ       | 陸上 | 男子十種競技  |
| 銀     | パーヴォ・ヌルミ         | 陸上 | 男子5000m     |
| 銀     | ビレ・リトラ             | 陸上 | 男子10000m    |
| 銀     | パーヴォ・ヌルミ         | 陸上 | 男子3000m障害 |
| 銀     | アンテロ・キヴィ         | 陸上 | 男子円盤投    |
| 銀     | アキレス・ヤルビネン     | 陸上 | 男子十種競技  |
| 銅     | エイノ・プリエ           | 陸上 | 男子1500m     |
| 銅     | マルッティ・マルッテリン | 陸上 | 男子マラソン  |
| 銅     | オヴェ・アンデルセン     | 陸上 | 男子3000m障害 |
| 銅     | ビルホ・ツーロス         | 陸上 | 男子三段跳    |